# Bunofagea remyi
Bunofagea remyi is een hooiwagen uit de familie Zalmoxioidae. De wetenschappelijke naam van Bunofagea remyi gaat terug op Lawrence.